# Bette Midler Sings the Peggy Lee Songbook
Bette Midler Sings the Peggy Lee Songbook — двенадцатый студийный альбом американской певицы и актрисы Бетт Мидлер, выпущенный в 2005 году под лейблом Columbia Records. Альбом состоит из каверов на песни Пегги Ли. Пластинка смогла войти в топ-10 чарта Billboard 200. Сингл «Fever» благодаря выпущенным ремиксам добрался до четвёртой строчки в Hot Dance Club Play.
В 2007 году альбом номинировался на премию «Грэмми» в категории «Лучший традиционный вокальный поп-альбом», однако, как и в случае с предыдущим альбомом, Мидлер уступила статуэтку Тони Беннету.

## Список композиций
| №   | Название                                                 | Длительность |
| --- | -------------------------------------------------------- | ------------ |
| 1.  | «Fever»                                                  | 3:38         |
| 2.  | «Alright, Okay, You Win»                                 | 2:49         |
| 3.  | «I Love Being Here With You» (совместно с Барри Манилоу) | 2:47         |
| 4.  | «Happiness Is a Thing Called Joe»                        | 4:53         |
| 5.  | «Is That All There Is?»                                  | 4:25         |
| 6.  | «I’m a Woman»                                            | 2:29         |
| 7.  | «He’s a Tramp»                                           | 2:40         |
| 8.  | «The Folks Who Live on the Hill»                         | 3:06         |
| 9.  | «Big Spender»                                            | 2:19         |
| 10. | «Mr. Wonderful»                                          | 4:32         |

| №   | Название      | Длительность |
| --- | ------------- | ------------ |
| 11. | «He Needs Me» | 4:09         |

## Чарты
| Чарт (2005)                      | Пиковая позиция |
| -------------------------------- | --------------- |
| Великобритания (UK Albums Chart) | 41              |
| США (Billboard 200)              | 10              |